# Бале (Ардени)
Бале (фр. Ballay) насеље је и општина у североисточној Француској у региону Шампањ-Арден, у департману Ардени која припада префектури Вузје.
По подацима из 2011. године у општини је живело 243 становника, а густина насељености је износила 23,23 становника/km². Општина се простире на површини од 10,46 km². Налази се на средњој надморској висини од 100 метара.

## Демографија
| 1962. | 1968. | 1975. | 1982. | 1990. | 1999. | 2011. |
| ----- | ----- | ----- | ----- | ----- | ----- | ----- |
| 219   | 267   | 265   | 230   | 254   | 245   | 243   |

График промене броја становника у току последњих година